# ژیان قمشی
ژیان قمشی ( ۱۹ خرداد ۱۳۴۶) مجری رادیو و تلویزیون، نویسنده، برنامه ساز، خواننده و آهنگساز ایرانی‌تبار کانادایی است.

## زندگی‌نامه
ژیان قمشی مجری رادیو و تلویزیون، موسیقیدان، نویسنده و برنامه ساز ایرانی کانادایی در ۱۹ خرداد سال ۱۳۴۶ از پدر و مادری ایرانی در لندن، جایی که پدرش برای تحصیل به آنجا مهاجرت کرده بود بدنیا آمد. خانواده او در سال ۱۹۷۴ زمانیکه ژیان ۷ ساله و خواهرش ژیلا قمشی ۱۰ ساله بود به کانادا آمدند. ژیان یک بار در دو سالگی و یک بار در پنج سالگی به‌همراه خانواده اش به تهران مرکز ایران نیز سفر کرده است.
او در شهر تورن‌هیل، در استان انتاریوی کانادا بزرگ شده‌است. قمشی تحصیلات دبیرستانی خود را در دبیرستان تورنلی در استان انتاریو به پایان رسانده است. او در زمان تحصیلش رئیس شورای دانشجویی دبیرستان تورنلی نیز بوده است. قمشی اکنون در شهر تورنتو زندگی می‌کند.
به دلیل علاقه بسیارش به موسیقی قمشی به‌همراه چند تن از دوستانش  وقتی دبیرستانی بوده است گروهی را به نام Urban Transit تشکیل می دهند. هر چند گروه Urban Transit موفقیتی کسب نکرد، اما در سال ۱۹۹۲ به‌همراه چهار تن از دوستانش گروه کانادایی فولک-راک موکسی فرووس را تشکیل دادند که در زمان فعالیتش موفقیت های چشم گیری کسب کرد.
قمشی تحصیلات دانشگاهی خود را در سال ۱۹۸۵ در رشته تئاتر در دانشگاه یورک کانادا آغاز کرد، اما بعدتر از رشته علوم سیاسی در مقطع کارشناسی، تاریخ (مقطع کاردانی)، و مطالعات زنان (مقطع کاردانی) از دانشگاه یورک فارغ التحصیل شد. در سال ۱۹۹۰، وی با رکوردشکنی آرا به عنوان رئیس شورای فدراسیون دانشجویان یورک انتخاب شد و متعاقباً نام فدراسیون را به فدراسیون دانشجویان یورک تغییر داد. قمشی به عنوان رئیس فدراسیون قول افزایش بودجه برای مرکز زنان را داد، از اقدامات ایمنی بیشتر برای زنان در دانشگاه حمایت کرد، و گروهی را به نفع جنبش های حق سقط جنین تاسیس کرد.
ژیان قمشی در سال ۱۳۸۸ در گفت و گویی با نیک آهنگ کوثر که در رادیو زمانه انتشار یافت بیان کرده است که دوست دارد هویت خود را که یک ایرانی است معرفی کند و از علاقمندیش به شناساندن فرهنگ ایرانی به غیر ایرانیان یاد کرده است.
قمشی خال کوبی کلمه "فرهنگ" که نام پدرش و امضای او نیز بوده است را به زبان فارسی در دست راست خود دارد. پدر ژیان قمشی، پسرعموی سیاوش قمیشی خواننده ایرانی بوده است.

## فعالیت‌ها

### موسیقی
سال ۱۹۸۹، قمشی به اتفاق میک فرد، موری فوستر، و دیو ماتسون گروه موسیقی کانادایی فولک-راک موکسی فرووس (به انگلیسی: Moxy Früvous) را تشکیل دادند که در آهنگ هایش اغلب به موضوعات طنز سیاسی پرداخته می شد. قمشی در این گروه به عنوان خواننده، درام نواز، آهنگساز و ترانه نویس فعالیت داشت. از زمان پیدایش گروه تا سال ۲۰۰۰ هشت آلبوم موسیقی ضبط کردند و بیش از ۱۶۰۰۰۰ نسخه آهنگ به فروش رساندند. موکسی فرووس در اصل از گروه های اجرای خیابانی الهام می گرفت و قمشی به همراه اعضای گروه در خیابان های تورنتو اجرا می کردند. این گروه در سال‌های ۱۹۹۰ با هنرمندانی همچون باب دیلن، انی دیفرانکو و الویس کاستلو همکاری داشته اند. در سال ۲۰۰۱، قمشی اولین آلبوم تک نفره خود را که متشکل از شش ترانه بود منتشر کرد.
کمپانی موسیقی قمشی، ژیان قمشی پروداکشن، منیجر کارهای هنری مارتینا سربرا (در حال حاضر به‌نام گروه دراگونت) و دار ویلیام بوده است و قمشی برای این هنرمندان موسیقی می ساخت و برنامه تهیه می‌کرد. او از ۲۰۰۷ تا ۲۰۰۱۴ مدیر کارهای هنری گروه الکترو-پاپ لایت بود، و گروه لایت در زمانیکه قمشی اداه کارهای هنری او را برعهده داشت موفق به کسب جایزه جونو یکی از پر اعتبارترین جوایز موسیقی در کانادا برای بهترین آرتیست تازه کار، و نومینی جوایز بسیار دیگری شد.

### رادیو و تلویزیون
در سال ۲۰۰۲، قمشی توسط شبکه تلویزیونی سی‌بی‌سی نیوز ورد به منظور تهیه برنامه تلویزیونی استخدام شد. این برنامه فرهنگی به موضوعات هنری در کانادا و سایر کشورهای جهان می‌پردازد. قمشی، همچنین مسئول اجرای گزارش هفتگی و تفریحی کانادا بود. سال ۲۰۰۶، قمشی مستند پایان را تهیه کرد. این مستند به بررسی اثرات پیشرفت تکنولوژی بر روی تلویزیون، رادیو، مجله و روزنامه و آینده رسانه‌ها می‌پردازد. او همچنین مجری چند برنامه رادیویی مثل ۵۰ ترک و ۵۰ ترک کانادایی بر روی شبکه رادیویی سی‌بی‌سی یک و دو بود. از پایان سال ۲۰۰۵ تا بهار سال ۲۰۰۶، قمشی مجری برنامه نشنال پلی لیست بر روی امواج رادیو یک و از ۱۶ آوریل ۲۰۰۷ مجری برنامه استودیو کیو یک برنامه رادیو ⎯ تلویزیونی روزانه ملی و فرهنگی از رادیو سی‌بی‌سی یک بوده‌ است. این برنامه که به نام استودیو کیو (به انگلیسی:Q (radio show)) از رادیو سی‌بی‌سی یک و کانال تلویزیونی بولد پخش می‌شد، در سال ۲۰۰۷ با همکاری ژیان قمشی تهیه شد. همکاری قمشی با این برنامه تا سال ۲۰۱۴ ادامه داشت. این برنامه با اجرای قمشی یکی از پرطرفدارترین برنامه‌های فرهنگی کانادا بود و بالاترین درصد مخاطب رادیویی را در برنامه صبحگاهی سی‌بی‌سی داشت. قمشی در این برنامه با بسیاری از شخصیت‌های معروف بین‌المللی، از نخست‌وزیر تا ورزشکاران و هنرمندان بنام مصاحبه کرده‌است. در بین این افراد می‌توان از وودی آلن، گروه ام‌جی‌ام‌تی، وان موریسون، سلمان رشدی، کریستوفر هیچنز، جین فوندا، عباس میلانی، گروه د کیلر، گروه درتی پروجکتر، گروه رادیوهد، باربارا والترز، لوس کامپنسینوس، برایان ویلسون، پل مک‌کارتنی، تام ویتس، نیل یانگ، اپاشی ایندین، ویلیام شاتنر، جدی لی، الکس لایفسان از گروه راش، فیلیس دیلر و یک مصاحبه تلویزیونی اختصاصی با لئونارد کوهن نام برد.
قمشی مجری چندین برنامه مستند تلویزیونی دیگر از جمله: پایان (به انگلیسی: the End)، اسکر د وت، و فیلانتروپی ای‌ان‌سی بوده‌است. او همچنین به مدت سه سال مجری برنامه پلی، در تلویزیون سی‌بی‌سی بود که این برنامه موفق به کسب جایزه گیمینی شد. او به عنوان مهمان و مجری در برنامه‌های متعددی مانند، سی‌ان‌ان تودی، نشانل و برنامه آخر شب با کونن اوبراین شرکت کرده‌است. همچنین سرمقاله‌ها و نظرات قمشی در روزنامه‌های معتبری مثل واشنگتن پست، گلوبال اند میل، تورنتو استار و اینترنشنال هرالد تریبیون به چاپ رسیده‌است. در سال ۲۰۰۸، او مسئول نوشتن مقاله هفتگی در روزنامه نشنال پست بود و قسمتی از مصاحبه او با لئونارد کوهن نیز در روزنامه گاردین به چاپ رسیده است.
قمشی گفتگو و مصاحبه‌های مختلفی با افرادی چون فرانسیس فورد کوپولا، جین گودال، باب گندلف، مایکل مور، رادیوهد، جیمی والس و نخست وزیر سابق (کانادا) پل مارتین داشته‌است. او همچنین مجری برنامه‌های دیگری مثل، گریت کاندین میوزیک، دریم، ایدلز & آیکونز و اوپنینگ نایت بوده است.

### ادبیات
قمشی نویسندگی را به‌طور رسمی با کتاب «۱۹۸۲» شروع کرد. این کتاب که در قالب شرح حال نگاشته شده است در ۱۸ سپتامبر ۲۰۱۲ منتشر شد. «۱۹۸۲» یک عنوان غیر داستانی است و به اتفاقات سال ۱۹۸۲ می پردازد. او در این کتاب زندگی خود را به تصویر می کشد که به‌عنوان یک ایرانی-کانادایی که در کانادا زندگی می کرده، با چه دردسرهایی مواجه شده است. تلاش او برای جا دادن خود به عنوان یکی از معدود بچه‌های غیر سفیدپوست در محله  تورن‌هیل در شهر اونتاریو در ۱۴ سالگی و علاقه شدیدش به دیوید بووی یکی از موضوعات این کتاب است. «۱۹۸۲» با بازخوردهای متفاوتی از جانب منتقدانش روبرو شد.

### رُک میدیا
رُک اولین برنامه انگلیسی زبان است که با تمرکز بر مسائلی دربارهٔ دیاسپورای ایرانی توسط ژیان قمشی به انگلیسی برگزار می شود و توسط ژیان قمشی (مدیر عامل) و مهرداد آریان نژاد (مدیر عملیات) بنیان نهاده شده است. «رُک» یک کلمه فارسی به معنی «بی پرده» و «رک و راست بودن در گفتگو» است.

## اتهامات و طرح دعوی در دادگاه
در ۲۶ اکتبر ۲۰۱۴ سی بی سی به همکاری‌اش با این مجری تلویزیونی پایان داد. سی بی سی دلیل این تصمیم را «رسیدن اطلاعاتی به آنها که مانع از همکاری‌شان با ژیان» می‌شود اعلام کرد. ژیان قمشی همچنین در پی شایعات پیش آمده در صفحه شخصی فیسبوک خود درباره این رخداد توضیحاتی داد و به مسائلی که به روابط خصوصی جنسی او و دوست‌دختر سابقش مربوط می‌شد پرداخت و توضیح داد که رسانه‌ای شدن این مطلب باعث شده است شبکهٔ سی بی سی به همکاری‌اش با او پایان داده است. او نیز در پی این رخداد اعلام کرد که طرح دعوی ۵۰ میلیون دلاری علیه این شبکه خواهد کرد. به باور او شبکه سی‌بی‌سی حق نداشته است بر پایه روابط خصوصی ژیان قمشی با آبروی حرفه‌ای وی بازی کند. او خود را در مورد هر ۵ اتهام به خودش بی‌گناه دانست. انتشار اخبار اتهامات قمشی موج وسیعی از گزارش‌ها، تحلیل‌ها و اظهارنظرها در رسانه‌های مختلف و شبکه‌های اجتماعی راه انداخت و فقط در یک روز بیشتر از ۲۰ هزار کاربر توییتر ناراحتی خود را از ابعاد مختلف این ماجرا ابراز کردند.
در اول اکتبر ۲۰۱۵ قمشی در مورد اتهاماتی که به او نسبت داده شده بود بی‌گناه شناخته شد، و در ۲۴ مارس سال ۲۰۱۶ در دادگاهی که از اول فوریه ۲۰۱۶ اجرا می شد، ژیان قمشی از هر ۵ اتهام آزار جنسی در دادگاهی در کانادا تبرئه شد.

## جوایز
- جایزه CASBY برای گروه موزیک تازه تاسیس مورد توجه قرار گرفته شده «موکسی فرووس» (Moxy Früvous)، ۱۹۹۳
- جایزه مجله NOW، برای بهترین شخصیت رسانه، ۲۰۰۹
- جایزه طلا از جوایز بین المللی رادیو جشنواره های نیویورک، برای بهترین مصاحبه کننده در گفتگوی شو، ۲۰۱۰
- جایزه طلا از جوایز بین المللی رادیو جشنواره های نیویورک، برای بهترین میزبان گفتگوی شو، ۲۰۱۲ [۲۶]